# Эффект Матфея
Эффект Матфея (англ. Matthew effect) — феномен неравномерного распределения преимуществ, в котором сторона, уже ими обладающая, продолжает их накапливать и приумножать, в то время как другая, изначально ограниченная, оказывается обделена ещё сильнее и, следовательно, имеет меньшие шансы на дальнейший успех. Сам термин был впервые предложен американским социологом Робертом Мертоном, который дал явлению такое название по цитате из Притчи о талантах в Евангелии от Матфея:

29 …ибо всякому имеющему дастся и приумножится, а у неимеющего отнимется и то, что имеет
— Мф. 25:29
Действие эффекта можно пронаблюдать в социологии науки и наукометрии (разница в признании и цитировании работ именитых учёных в сравнении с аналогичными по качеству трудами их малоизвестных коллег), образовании (влияние скорости усвоения навыка чтения на дальнейший разрыв между «способными» и «отстающими» учениками), экономике (концентрация богатства и распределение бедности, яркий пример так называемой ловушки бедности). Аналогичный пример проявляется в химии (реакция автокатализа).

## Происхождение понятия
Роберт Мертон впервые ввёл термин в употребление в своей статье 1968 года для журнала Science, где рассмотрел проблему накапливания преимуществ и неравномерности распределения статусов, прежде всего, в научных сообществах. Впоследствии он развил эту тему в своей второй работе, которая увидела свет спустя 20 лет.
До Мертона похожую проблему изучали и другие исследователи. В начале 1960-х годов Харриетт Цукерман провела с Нобелевскими лауреатами серию многочасовых интервью, темой которых стала склонность научного сообщества приписывать все заслуги уже состоявшимся учёным и не обращать внимания на достижения менее известных специалистов. Более того, Уоррен Хагстром исследовал данные, полученные от молодых учёных, и установил, что они в своей научной деятельности также сталкиваются с тем, что их работа не получает должного признания.
Согласно Мертону, тот, кто обладает исходными сравнительными преимуществами в научной сфере (среди которых потенциал, местонахождение в структуре науки и доступ к ресурсам), получит не только больше возможностей для дальнейшего успешного ведения работы, но и большее моральное и материальное вознаграждение. Так, на труды именитого учёного обратят гораздо больше внимания, чем на аналогичные по качеству и значению исследования его малоизвестного коллеги.

### Свидетельства неравномерного распределения
- Разница в количестве публикаций: некоторые учёные за всю жизнь издали лишь одну работу или вообще не имеют печатных трудов, тогда как другие могли накопить сотни или тысячи статей.
- Перекос в соотношении между количеством учёных и их публикаций: на 5—6 % исследователей может приходиться больше половины всех работ.
- Дисбаланс в цитируемости публикаций: за последние два десятилетия около 2/3 всех работ упоминались лишь раз или не упоминались другими учёными вовсе.

Как результат, разрыв между «имущими» и «неимущими» будет только увеличиваться, причём этот процесс может происходить в любой сфере общественной жизни, а не только в науке.

## Проблема
Неравномерное распределение вознаграждений ведёт к тому, что труды известных учёных начинают восприниматься в отрыве от их содержания и реального значения. «Признаётся не сам результат, а „признанный результат“, который иногда похож на хороший результат». В этом плане эффект Матфея напоминает хоторнский эффект, где на производительность труда влияла искусственно созданная переменная — само экспериментальное наблюдение.

## Абсолютный и относительный эффект
Сам Мертон наравне с некоторыми исследователями констатировал, что далеко не всегда описанный феномен приводит к бесконечному обогащению одних и минимизации шансов для других, то есть его действие не является абсолютным. В некоторых ситуациях (например, в периоды глубокого экономического кризиса) беднеют одновременно и «богатые», и «бедные», и наоборот. Кроме того, хоть и довольно редко, но всё же бывают случаи, где отмечается обратная пропорциональность: бедные богатеют, а богатые беднеют. Таким образом, изначальное преимущество не может быть абсолютной гарантией дальнейшего успеха, равно как и изначальная обделённость не подразумевает недостачи в будущем.
Дэниэл Ригни, изучавший этот феномен и написавший о нём несколько книг, выделяет 6 различных комбинаций, в которых может проявляться эффект Матфея.
Разрыв между «богатыми» и «бедными» увеличивается, когда:
1. богатые богатеют, а бедные беднеют, что является классической иллюстрацией абсолютного эффекта Матфея
2. богатые богатеют, а бедные тоже, но гораздо медленнее первых, что создаёт относительный эффект Матфея
3. богатые беднеют, а бедные беднеют ещё быстрее

Разрыв между «богатыми» и «бедными» уменьшается, если:
1. богатые беднеют, а бедные беднеют, но гораздо медленнее первых
2. богатые богатеют, а бедные богатеют ещё быстрее
3. богатые беднеют, а бедные богатеют, что является феноменом, противоположным абсолютному эффекту Матфея.

Ригни разбирает один из сценариев действия относительного эффекта Матфея на примере капитализации процентов: у Х и Y есть вклады в банке под 10 % годовых. При этом вклад Х составляет 1000$, а вклад Y — 100$. На момент открытия вклада разрыв между X и Y был равен 900$, но спустя год возрос до 990$. По прошествии 10 лет на счету Х будет лежать 2594$, тогда как у Y — 259$. Следовательно, разница во вкладах составит уже не 900, а 2335$. Хоть процентная ставка и сохранялась на одном и том же уровне все 10 лет, разрыв между X и Y со временем увеличивался всё сильнее. Несмотря на то, что обе стороны увеличивали свой доход, у Х это происходило быстрее и в больших масштабах, а разница между суммой вкладов становилась всё значительнее.

### Противодействующие силы
У прогрессирующего увеличения разрыва между «бедными» и «богатыми» есть свои пределы. Поскольку бесконечный экспоненциальный рост невозможен, неравенство «углубляется до тех пор, пока не натолкнётся на сопротивление противодействующих сил». Ими могут стать механизмы, способствующие более равномерному распределению заслуг как между учёными, так и между университетами и научными институтами. В частности, ни один исследовательский центр не смог бы справиться со слишком высокой концентрацией талантов, так как это породило бы напряжённую обстановку в коллективе.
Более того, существуют и внешние силы: преодолеть эффект Матфея можно, когда в конъюнктуре рынка происходят кардинальные изменения, в обществе наблюдается рост (или, наоборот, сокращение) популярности и значимости эгалитаристских движений или же государство решает вмешаться в ситуацию.

## Проявления

### Эффект Матфея в научных кругах
Мертон выделяет и частные аспекты организационного неравенства в научном сообществе. Во-первых, он рассматривает накопление преимуществ среди одарённых молодых учёных. Поскольку их рано проявившийся талант воспринимается как гарантия выдающейся работы в перспективе, они получают больше привилегий, нежели их сверстники, чьи работы посчитали посредственными. По мнению Мертона, это может привести к исполнению так называемого самосбывающегося пророчества. Так, многообещающие юные дарования, получившие материальную и моральную поддержку в самом начале, впоследствии приумножат свои достижения, в то время как те, чей талант развился не сразу и в итоге остался незамеченным, лишаются возможности реализовать свой потенциал.

Иными словами, система вознаграждает раннее развитие, которое может быть, а может и не быть предвестником появления способностей в будущем.
Во-вторых, Мертон касается проблемы неравенства не только среди учёных, но и научных учреждений. Заведения, имеющие на своём счету множество научных достижений, чаще становятся объектами финансирования и привлекают несравнимо больше талантливых сотрудников.

### Цитирование
Эффект Матфея проявляется и в наукометрии: чаще цитировать и упоминать будут статью именитого учёного, нежели его безызвестного коллеги. В конце XX века немецкий исследователь Манфред Бониц обнаружил, что этот феномен актуален не только на уровне отдельных учёных, но и на уровне публикаций целых государств — т. н. эффект Матфея для стран. Для выявления отклонений в цитировании, связанных с государственной принадлежностью авторов Бониц ввёл «индекс Матфея». Для каждого журнала он определяется по формуле (А — В)/В. «А — число фактически полученных ссылок на работы авторов из данной страны, B — ожидаемое число ссылок, то есть число статей из данной страны в журнале, умноженное на средний уровень цитируемости статей этого журнала. Если индекс выше ноля, страну цитируют больше „нормы“, и наоборот».

### Образование
Канадский профессор Кит Станович определил, что дети, рано начинающие делать успехи в обучении чтению, будут быстрее усваивать и другие навыки. В свою очередь те, кто к третьему или четвёртому году в начальной школе продолжает отставать, в будущем могут испытывать трудности в учёбе и освоении чего-то нового в принципе.
Дело в том, что приблизительно к третьему-четвёртому классу школьники оказываются вовлечёнными в качественно новый процесс. Они больше не «учатся читать» (то есть декодировать написанное слово в звучащее, используя знания алфавита), а переходят к формуле «читать, чтобы учиться». На первый план выходит понимание смысла текста, так что усложняются и сами учебные материалы: теперь это не бессвязный набор простых предложений, а насыщенные фактами книги и статьи.
Ученики, не успевшие должным образом освоить чтение, с этого момента начинают отставать, и со временем это отставание будет только увеличиваться. Так, трудности с чтением порождают проблемы с пониманием самого предмета и мотивацией. Станович установил, что школьник, испытывающий трудности в чтении, начинает чувствовать отвращение к самому процессу и в результате читает меньше своих способных одноклассников. Как следствие, он не пополняет свой словарный запас, не усваивает базовые знания и не понимает, как устроен текст.

### Социальные сети и Интернет
Применимо к социальным медиа эффект Матфея тесно связан с вирусным распространением информации. Из двух интернет-материалов одинакового качества и степени важности больше шансов стать «вирусным» и быстро разлететься по сети у получившего большее количество ссылок и просмотров. В результате популярный ресурс становится ещё популярнее, а цитируемый — более цитируемым. Иными словами, веб-страница, отображающаяся при соответствующем запросе в поисковых браузерах одной из первых, привлекает больше посетителей, и её контент прочитают в первую очередь. Определяющее значение в данном случае будет иметь алгоритмы ссылочного ранжирования сайтов.

## Критика термина
Несмотря на обширное признание, которое описанное явление получило в научных кругах почти сразу после публикации работы Мертона в 1968 году, уместность использования самого термина «эффект Матфея» оспаривалась рядом критиков. В частности, коллега Мертона Дэйвид Силлз сформулировал основные причины предъявляемых претензий:
- вопрос о приоритете: те же слова можно встретить в Евангелии от Марка (4:25) и в Евангелии от Луки (8:18 и 19:26)
- проблема авторства: Матфею его приписывает древняя церковная легенда, хотя все Евангелия были анонимными текстами
- проблема атрибуции: саму фразу произнёс не составитель текста, а Иисус
- проблема интерпретации: суть притчи глубже и сложнее принципа «чем больше, тем больше».

## Дополнительно
- Малкольм Гладуэлл (2009) [www.mann-ivanov-ferber.ru/assets/files/bookparts/the-story-of-succes/1/1.pdf Гении и аутсайдеры: Почему одним всё, а другим ничего? 17—35]
- Stanovich, Keith E. (1986). Matthew Effects in Reading: Some Consequences of Individual Differences in the Acquisition of Literacy. Reading Research Quarterly 21 (4): 360—407. (англ.)
- Torsten Henning Hensel (2010). Matthew Effect: The Power of Links. (англ.)
- Michael Trucano (2013). The Matthew Effect in Educational Technology. (англ.)